# Ullrich Galle
Ullrich Galle (* 11. Juli 1948 in Watenstedt-Salzgitter) ist ein deutscher Gewerkschafter und Politiker (SPD).

## Leben und Beruf
Nach dem Besuch der Volksschule und dem Abitur 1967 am Gymnasium in Salzgitter-Lebenstedt studierte Galle Rechtswissenschaften an den Universitäten in Göttingen und Mainz. Er übte verschiedene Tätigkeiten in der Privatwirtschaft aus und arbeitete zeitweise im öffentlichen Dienst, unter anderem in der Kommunalverwaltung und bei der Deutschen Bundespost.
Galle engagierte sich neben seiner beruflichen Tätigkeit in der Gewerkschaft und schloss sich der ÖTV an. Er arbeitete seit Februar 1973 hauptamtlich als Gewerkschaftssekretär, war von 1980 bis 1988 zunächst stellvertretender Vorsitzender und von 1988 bis 1991 dann Vorsitzender des ÖTV-Bezirkes Rheinland-Pfalz. Heute ist er Mitglied der Gewerkschaft ver.di.

## Öffentliche Ämter
Galle amtierte vom 21. Mai 1991 bis zum 26. Oktober 1994 als Minister für Arbeit, Soziales, Familie und Gesundheit in der von Ministerpräsident Rudolf Scharping geführten Regierung des Landes Rheinland-Pfalz. Vom 1. Januar 1995 bis 31. März 2010 war er Bürgerbeauftragter des Landes Rheinland-Pfalz. Seit Juni 2007 ist er auch Präsident des Europäischen Ombudsmann Instituts (EOI) mit Sitz in Innsbruck.

## Ehrungen
Für sein Engagement bei der Förderung der internationalen Zusammenarbeit auf dem Gebiete von Menschenrechts-, Bürgerschutz- und Ombudsmann-Fragen wurde Ullrich Galle 2012 mit dem Goldenen Verdienstkreuz der Republik Polen ausgezeichnet.